# Compagnia di Sant'Andrea dei Purgatori e Cardatori

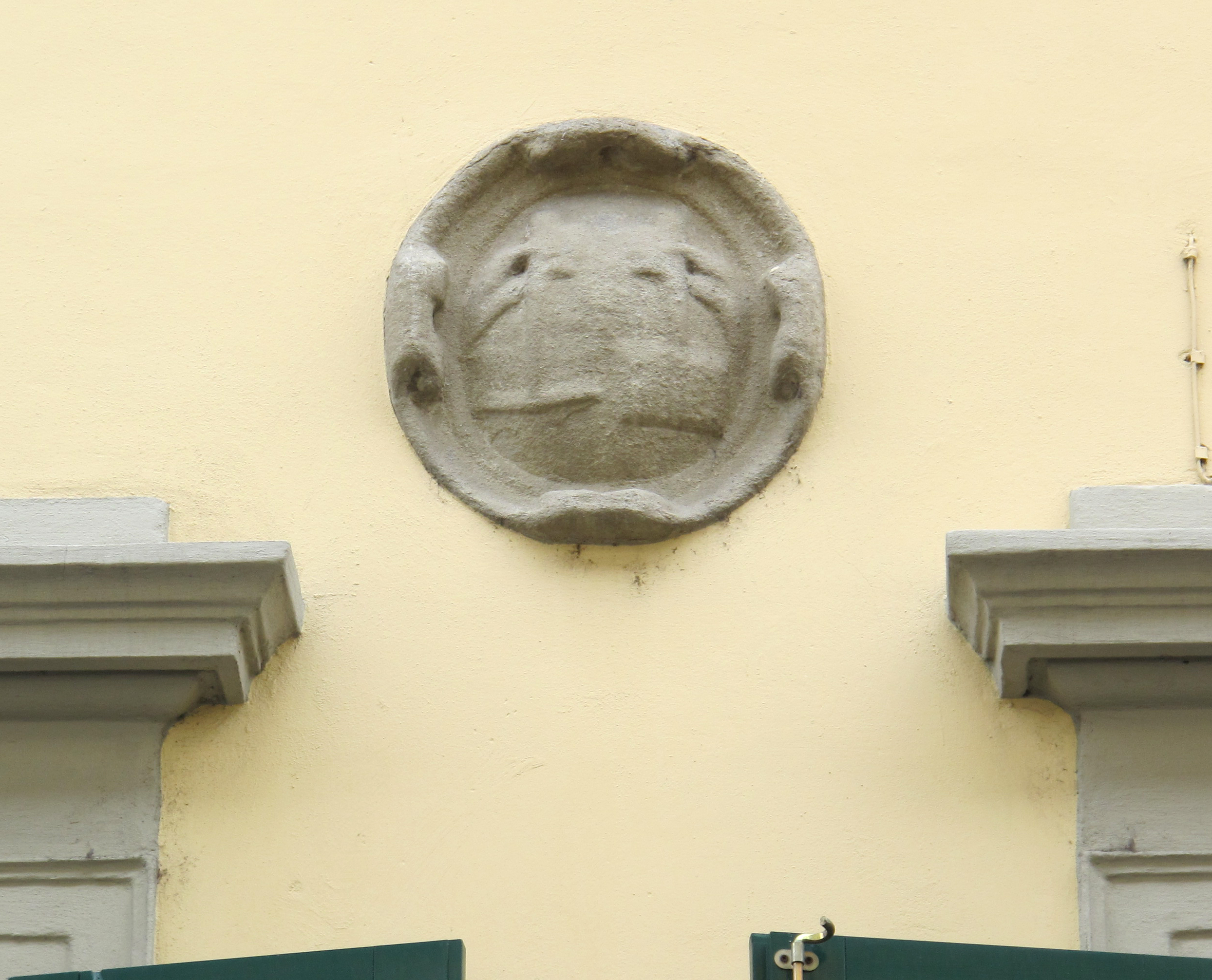
Stemma della Compagnia di Sant'Andrea dei Purgatori e Cardatori (?) o dei Battilani

La Compagnia di Sant'Andrea dei Purgatori e Cardatori era un'antica confraternita di Firenze.

## Storia
Nacque nel 1451 per il bene sociale e spirituale di alcuni addetti ad alcune mansioni umili della produzione laniera, sotto l'egida dell'Arte della Lana, in particolare dei purgatori, che si occupavano di liberare dalle impurità i velli appena tosati o i pannilana grezzi, e dei cardatori, che pettinavano i velli coi cardi prima della filatura e che radevano i tessuti finali per renderli lucenti. Era dunque riservata agli esercitanti di un determinato mestiere, che dovevano necessariamente esservi iscritti, pagando una tassa, eccezion fatta per gli apprendisti. Potevano iscriversi anche le donne. 
La scelta di sant'Andrea come protettore era legato al suo ruolo di primo apostolo chiamato da Gesù, così come essi erano i primi lavoratori a metter mano al prodotto laniero, ma anche gli ultimi a confezionare il prodotto finito. 
La sede della confraternita era una cappella nella chiesa di Santa Candida, posta fuori Porta alla Croce, nella cappella di Sant'Andrea, comprata dalla famiglia Albizi. I confratelli tenevano inoltre un ospedale in borgo La Croce, forse al n. 11 su cui compare uno stemma in cui si vede un graticcio e un  pettine, che tuttavia non corrispondono esattamente allo stemma della confraternita, ma quelli di un'altra Compagnia di lavoratori della Lana, quella dei Battilani. Dopo la demolizione di Santa Candida (1529), la confraternita si ritrovò presso l'oratorio del proprio ospedale, e poi in Sant'Ambrogio.
La Compagnia fu soppressa nel 1785 dalla riforma di Pietro Leopoldo.

## Pratiche religiose
Le riunioni dei confratelli ("tornate") si tenevano solitamente ogni prima e terza domenica del mese. Le feste solennemente celebrate erano la Candelora (2 febbraio), san Zanobi (25 maggio) e ovviamente il patrono (30 novembre).

## Stemma
Lo stemma della confraternita mostra l'attrezzo effettivamente utilizzato al tempo per cardare e il capolino di una pianta di cardo, ugualmente impiegato in antico per pettinare le stoffe: il primo si trovava in alto, retto da un braccio, il secondo posto in basso in forma di rotella. L'emblema che mettevano sugli oggetti posseduti dalla confraternita era un cardo al naturale in campo rosso.